# Fishpool-skatten
Fishpool-skatten (engelsk Fishpool Hoard) er et depotfund af 1.237 guldmønter fra 1400-tallet, fire ringe og fire andre smykker samt to stykker guldkæde, som blev fundet i 1966 af en arbejdsmand på en byggeplads nær Cambourne Gardens i Ravenshead i Nottinghamshire i England, i et område der var kendt som "Fishpool".
Det er den største samling middelaldermønter, der er fundet i Storbritannien. På baggrund af mønterne har arkæologer vurderet at skatten sandsynligvis blev nedgravet i al hast mellem vinteren 1463 og sommeren 1464; muligvis af nogen som flygtede sydpå efter slaget ved Hexham i maj 1464 i den første af Rosekrigene.
Fishpool-skatten er udstillet i rum 40 på British Museum i London. I 2003 var den blandt Our Top Ten Treasures, der var en episode af BBC Televisions serie Meet the Ancestors, som fortalte om de 10 vigtigste skatte, der er fundet i Storbritannien. Vurderet af eksperter på British Museum. Skatten var £400 værd. Det svarer til omkring £300.000 i dag.
Mønterne var fra før 1412. Blandt mønterne var der nogle forgyldte falske mønter fra Henrik 6.'s regeringstid (1422–61).